# Oxypetalum harleyi
Oxypetalum harleyi är en oleanderväxtart som först beskrevs av Fontella och Goyder, och fick sitt nu gällande namn av Farin.. Oxypetalum harleyi ingår i släktet Oxypetalum och familjen oleanderväxter. Inga underarter finns listade i Catalogue of Life.